# Andrew Francis
Pour les articles homonymes, voir Francis.
Andrew Michael Scott Francis, connu sous le nom de Andrew Francis (né le 27 mai 1985 à Vancouver, en Colombie-Britannique) est un acteur canadien.

## Carrière
Andrew Francis a joué le rôle de Jeff Rankin dans Les Deux Visages de ma fille. On a pu aussi le voir dans des séries télévisées telles que Dark Angel, Smallville ou Kyle XY. Nous avons aussi pu le voir dans Destination finale 3, dans X-Men: Evolution ou encore dans Johnny Test.
C'est un acteur mais il fait aussi des voix dans des dessins animés tel que Dragon Ball Z, Nana ou encore My Little Pony.
Il apparaît dans le casting principal de la série Chesapeake Shores dans le rôle de Connor O'Brien sur la chaîne Hallmark Channel.

## Filmographie

### Télévision

#### Téléfilms
- 2007 : Le Regard d'une mère (Tell Me No Lies)  : Glenn
- 2008 : Un souhait pour Noël (The Mrs. Clause)  : Elfe pas convaincant
- 2009 : Un mariage sous surveillance (Sight Unseen)  : Henry Baker
- 2009 : Les Deux Visages de ma fille (Stranger with My Face) de Jeff Renfroe : Jeff Rankin
- 2010 : Le pacte des non-dits  : Keith Moore
- 2013 : Tom, Dick & Harriet (Tom Dick & Harriet) : Dirk Varnett
- 2015 : Un Noel à la maison ('Tis the Season for Love) : Barry McCormick
- 2016 : Le destin au bout du fil : Tom
- 2019 : Née en captivité (The Past Never Dies) : Jacob Fast
- 2019 : Les petits meurtres de Ruby : héritage empoisonné (Ruby Herring Mysteries: Her Last Breath) de Fred Gerber : Roger Davis

#### Séries télévisées
- 2004-2005 : The L Word : Howie Fairbanks (épisodes 1.08, 2.11 & 3.11)
- 2006 - 2007 : Supernatural saison 2, épisode 18 : Brody
- 2011-2012 : Supernatural saison 7, épisode 18 : Lee
- 2016 - 2022 : Chesapeake Shores : Connor O'Brien

## Doublage
- 2003 : Bionicle : Le Masque de Lumière : Jaller
- 2014 : Barbie et la Porte secrète : Prince Keiran